# Stevan Pletikosić
Stevan Pletikosić (n. 14 martie 1972, Kragujevac, Iugoslavia) este un trăgător de tir ce a reprezentat Republica Socialistă Federativă Iugoslavia, medaliat olimpic. A participat la 6 ediții ale Jocurilor Olimpice (1992, 1996, 2000, 2004, 2008, 2016) în care a câștigat o medalie de bronz.